# 유텐지 냐무
유텐지 냐무(일본어: 祐天寺にゃむ) 애니메이션 BanG Dream! It's MyGO!!!!!의 등장 인물.

CV : 요네자와 아카네

## 개요
애니메이션 Bang Dream!의 파생 작품 「It's MyGO!!!!!』의 등장 인물.「냐무치 」 의 애칭으로 동영상 전달자로서 활동하고 있는 여성 .
메이크업 동영상을 중심으로 투고하고 있어 인기 상승 중인 미용계 YouTuber로 알려져 있는 모양.
애니메이션 본편에서는 치하야 아이네가 냐무의 동영상을 시청하고 있었기 때문에 , 애음 도 그녀 의 팬 이라고 생각 된다. 일 함께 촬영을 했을 정도.
그러나 그 본성은 유명인을 사용해 동영상 전달을 하고, 스스로 대금을 얻으려고 하는 복흑 전달자 (성격도 조금만 거칠어진다).
기본적으로는 애음이 보는 동영상에만 등장해 다른 주요 등장 인물에 관련되지 않는 서 위치였지만, 상기의 제12화에서 본격적으로 등장.
토요카와 쇼코 로부터 『자신이 발기인인 신 밴드』의 드럼 담당으로서 초대되었다.
쇼코는 「냐무의 동영상 전달자로서의 활동은 오랫동안 인기를 유지하는 것이 곤란하다는 것」을 꼽은 데다, 「여배우·모리 미나미의 딸」sumimi의 멤버 " 프로와 비교해도 손색없는 베이시스트"라는 " 최단으로 메이저 데뷔 할 수있는 멤버"가 갖추어져 있음을 깜짝 놀라게 권유하고 있으며, 쇼코의 지적이 도성이었다 냐 무는 권유를 타게 된다. 그리고 제13화 에서 쇼코의 신 밴드 「Ave Mujica」의 「아모리스」로서 데뷔 공연에 출연했다.
그러나 「Ave Mujica」의 멤버로 유일하게, 학교 관계의 정보가 일절 밝혀져 있지 않다 . .

## 아모리스(アモーリス)
밴드 유닛 " Ave Mujica "에서 유텐지 냐무의 무대 이름 . 유닛에서는 드럼 담당.
애니메이션 「It's MyGO!!!!!」제13화 의 극 장면에서는 다른 4명과 같이 소유자로부터 버려진 인형으로, 신입의 드로리스 에 대해서 부추워 발언을 실시하고 있어, 그녀 본래의 성격을 반영한 듯한 캐릭터가 되고 있다.
Ave Mujica의 1st 라이브 「Perdere Omnia」에서의 극 파트에서는, 원래의 소유자에게 아침 일어나고 나서 밤 잠자리까지 계속 함께 있을 정도로 사랑받고 있었지만, 너무 사랑받아 망가져 버려 장난감 상자에 버려져, 그대로 뚜껑을 열지 않고 그대로 되어 버렸다는 출자가 말해지고 있다.
Ave Mujica의 2nd LIVE 'Quaerere Lumina'에서 마치 냐무의 배의 바닥을 낸 것 같은 대사가 나온다 . 그것은 " 화제를 타면 편하지 , 거기에 진짜는 없다. "어타시를 좋아한다"라고 말하면서, 다른 누군가에게 미친 듯이 알고 있다. 기대하지 않는 어타시도 , 너에게 누구에게도 “정말의 어타시”는 주지 않는다
이 일을 야무에 비추는 것이라면 「호의를 보였던 버릇에 『화제이니까』라고 하는 이유만으로 자신 이외의 무엇인가를 좋아하게 되어, 이윽고 자신으로부터 멀어져 가는 누군가」 에 대해서, 일정 의 동정을 나타내면서 도 포기 나 실망 , 경멸 등의 감정을 읽을 수 있다. 그로부터 현재의 동영상 투고자가 되기 전에 「흩어져, 야무를 가지고 놀고 있던 버릇에 잠시 후 자신에게의 주목은 없어져 있던 과거가 있었던 것이 아닐까?」 라고도 생각된다.

## 여담
- 그녀의 성씨의 유래인 유텐지는 도쿄도 메구로구에 있는 사원 및 그 주변의 지명이며 도큐 도요 코 선의 동명 역도 있다.
- CV의 요네자와 여사는 진드기의 프로 드러머로 활동하고 있으며, 야무도 후에 드럼 담당으로 초대되고 있기 때문에, 납득의 배역이라고 할 수 있다.
- 본편에서는 드럼 담당으로서 유닛 가입에 초대된 번역이지만, 왜 드럼 담당으로 몰려들었는지는 확실하지 않다 . 』 의 드럼 담당인 시이나 타츠키 의 언니가 아닌가?」라고 말해 지고 있는데 …
- "애니메이션" BanG Dream! Ave Mujica '티저 영상➁' 에서도 그녀 도 당연히 동영상 내에 비춰졌다 . T 셔츠의 왼쪽 소매에 손을 대고있다 ( 머리카락에 숨어 눈매는 보이지 않는, 단지 주위에는 동영상 촬영용이라고 생각되는 카메라의 삼각이나 PC도 비치고 있는 것으로부터도, 얌무인 것이라고 알 수 있다) 즉, 현재의 머리색은 태어난 것 보다는 염색했을 가능성이 있다.